# Gusinje
Gusinje (albánsky Gucia/Gusi, v srbské cyrilici Гусиње) je malé město ve východní části Černé Hory poblíž hranice s Albánií. Dle údajů z roku 2011 zde žije necelých 1700 obyvatel. Administrativně je správním střediskem stejnojmenné opštiny Gusinje (tato opština vznikla v roce 2014 vyčleněním z opštiny Plav). Nachází se na soutoku říček Vruja a Grnčar, pod strmými svahy pohoří Prokletije z jihu a pohoří Visitor ze severu, na silničním tahu z Albánie do Plavu a dále do zbytku Černé Hory. Historicky přes Gusinje procházela obchodní stezka, spojující Skadar (dnes v Albánii) a Peć (dnes na území Kosova).

## Historie
Záznamy o městu Gusinje z dávných dob nebyly dochovány. Ve 14. století byla zaznamenána existence vesnice Gusino, která představuje jádro dnešního města. Obyvatelstvo, které v Gusinji žilo, se často měnilo. Albánské obyvatelstvo, tzv. Kelmendiové, bylo vyhnáno slovanským obyvatelstvem, které později nahradili místní muslimové z okolí města Plav. Podle cestovatele Amiho Bouhé, který město v roce 1836 navštívil, mělo Gusinje 300 domů, které byly osídleny srbským a albánským obyvatelstvem. Několik dalších cestovatelů popsalo Gusinje jako místo s čtyřmi mešitami a 1600 domácnostmi (Velimirović), 400 domy, z nichž čtvrtina jsou srbské (Jurišić).
Až do roku 1913 bylo město součástí Osmanské říše, spadalo pod novopazarský sandžak. Poté bylo připojeno k Černé Hoře, od roku 1918 bylo součástí Království Srbů, Chorvatů a Slovinců a později Jugoslávie. Vzhledem k odlehlosti od hlavních dopravních tahů nikdy nebylo předmětem rozsáhlejšího ekonomického i společenského rozvoje. V roce 1939 bylo popsáno jako město orientálního charakteru s převážně albánským obyvatelstvem. V 20. století došlo vzhledem k vystěhovávání do zbytku Jugoslávie i do zahraničí k pádu počtu obyvatel. Na začátku 21. století se díky blízkosti pohoří Prokletije otevřela jako vhodná možnost pro rozvoj místní ekonomiky turistika. Vzhledem k nedaleké hranici s Albánií, která byla až do pádu albánského komunistického režimu v roce 1991 přísně střežena, nebylo možné rozvíjet turistiku v blízkém pohraničí v dobách existence socialistické Jugoslávie.

## Obyvatelstvo
Obyvatelstvo Gusinje je převážně slovanské a hlásí se k islámu. Podle posledního sčítání lidu se přihlásilo k bosňácké národnosti. Kromě toho žije ve městě i albánská a srbská[zdroj?] menšina.

## Rodáci
- Ali-paša Šabanagić, člen Prizrenské ligy